# Blepharis welwitschii
Blepharis welwitschii är en akantusväxtart som beskrevs av Spencer Le Marchant Moore. Blepharis welwitschii ingår i släktet Blepharis och familjen akantusväxter. Inga underarter finns listade i Catalogue of Life.